# 川端康之
川端 康之（かわばた やすゆき、1959年 - ）は、日本の法学者。専門は租税法。明治学院大学法学部教授。横浜国立大学名誉教授。

## 人物
租税法学は、学部ゼミ以来、惣領弟子として村井正の、会計学は、法学修士の後に進学した商学研究科博士課程前期課程以降酒井文雄の、それぞれ薫陶を受け、両指導教授のドイツ研究の流れの中で育ったといわれている。

## 経歴
- 1982年　関西大学法学部法律学科卒業
- 1985年　関西大学大学院法学研究科博士課程前期課程（公法学専攻）修了（法学修士）
- 1987年　関西大学大学院商学研究科博士課程前期課程（会計学専攻）修了（商学修士）
- 1990年　関西大学大学院法学研究科博士課程後期課程（公法学専攻）単位取得後退学
- 1990年　関西大学商学部専任講師
- 1995年　関西大学商学部助教授
- 1998年　横浜国立大学大学院国際経済法学研究科助教授（前期課程大講座）
- 1999年　横浜国立大学大学院国際社会科学研究科助教授（後期課程大講座）
- 2002年　横浜国立大学大学院国際社会科学研究科教授（後期課程大講座）
- 2011年-2013年　横浜国立大学大学院国際社会科学研究科博士課程前期国際関係法専攻・専攻長
- 2013年　横浜国立大学大学院国際社会科学研究院法律系・教授
- 2013年-2015年　横浜国立大学大学院国際社会科学府国際経済法学専攻・専攻長（前期課程・後期課程）
- 2025年-  明治学院大学法学部教授

## 著書

### 共編著
- （共編著：岩﨑政明・平野嘉秋）『税法用語辞典（8訂版）』（大蔵財務協会、2011年）
- （共編著：岩﨑政明・平野嘉秋）『税法用語辞典（7訂版）』（大蔵財務協会、2007年）
- （共編著：岩﨑政明・平野嘉秋）『全訂版税法用語辞典』（大蔵財務協会、2001年）

### 監訳
- 川端康之監訳横浜国際租税法研究会訳『OECDモデル租税条約2010年版』（OECD／日本租税研究協会、2011年）
- 川端康之監訳横浜国際租税法研究会訳『OECDモデル租税条約2008年版』（OECD／日本租税研究協会、2009年）
- 川端康之監訳横浜国際租税法研究会訳『OECDモデル租税条約2005年版』（OECD／日本租税研究協会、2006年）
- 川端康之監訳横浜国際租税法研究会訳『OECDモデル租税条約2003年版』（OECD／日本租税研究協会、2004年）
- 川端康之監訳ICG訳（リチャード・L・ドーンバーグ原著）『アメリカ国際租税法（第三版）』（清文社、2001年）

### 監修・分担執筆
- （川端康之監修・座長）『移転価格税制研究会中間報告書』（経済産業省貿易経済協力局貿易振興課、2007年）
- （川端康之監修・主査・分担執筆）『我が国移転価格税制の問題点』（機械輸出組合、1999年）

### 分担執筆
- （中里実他編）『租税判例百選第6版』（有斐閣、2016年）
- （M. Basilavecchia, et al., Ed)"Tax Implications of Natural Disasters and Pollution" Wolter Kluwer Law & Business（2015年）
- （水野忠恒他編）『租税判例百選第5版』（有斐閣、2011年）
- （山上和則・藤川義人編著）『〔改訂版〕知財ライセンス契約の法律問題』（青林書院、2011年）
- （平松一夫・松尾聿正編著）『基本会計学用語辞典（改訂版）』（同文舘出版、2008年）
- （山上和則・藤川義人編著）『知財ライセンス契約の法律問題』（青林書院、2007年）
- （Amatucci, A., Ed)"International Tax Law" Kluwer Law International（2006年）
- （村井正編著）『新版・教材国際租税法』（慈学社、2006年）
- （平松一夫・松尾聿正編著）『基本会計学用語辞典』（同文舘出版、2005年）
- （水野忠恒編著）『国際課税の理論と課題』（税務経理協会、2005年）
- （水野忠恒編著）『租税判例百選第4版』（有斐閣、2005年）
- （村井正編著）『教材国際租税法1・2』（信山社、2001年）
- （金子宏・永尾正章編）『グローバル戦略と国際税制：国際課税京都フォーラムシンポジウムより』（清文社、2000年）
- （水野忠恒編著）『国際課税の理論と課題』（税務経理協会、1999年）
- （Vogel, K., Ed)"Interpretation of Tax Law and Treaties and Transfer Pricing" Kluwer Law International（1998年）
- （明治学院大学立法研究会編）『日本をめぐる国際租税環境-税制の将来をみつめて』（信山社、1997年）
- （翌檜会計フォーラム編）『入門簿記会計』（清文社、1997年）
- （International Bureau of Fiscal Documentation, Ed) "Taxes and Investment in Asia and the Pacific" International Bureau of Fiscal Documentation（loose-leaf service, with latest updates、 1996年）
- （水野忠恒編著）『国際課税の理論と課題』（税務経理協会、1995年）
- （金子宏他編著）『租税判例百選第3版』（有斐閣、1992年）
- （村井正編著）『国際租税法の研究』（法研出版、1990年）　他
- （村井正編著）『国際租税回避の法政策的研究』（総合研究開発機構・財団法人比較法研究センター、1986年）　他